# 察邦
察邦是博茨瓦納西南部的城鎮，也是卡拉哈迪區的首府，位於喀拉哈里沙漠，鎮上的醫院為附近的肺結核患者及其家屬在漫長的治療過程中提供遮蔽的地方，2001年人口6,591。